# Alan Matturro
Alan Agustín Matturro Romero (* 11. Oktober 2004 in Montevideo) ist ein uruguayischer Fußballspieler. Der Innenverteidiger steht als Leihspieler des CFC Genua bei UD Levante unter Vertrag.

## Karriere

### Im Verein
Matturro wurde in der uruguayischen Hauptstadt Montevideo geboren und wuchs im Stadtteil Villa Española auf. Er begann in der Nachwuchsabteilung von Defensor Sporting mit dem Fußballspielen und durchlief dort alle Jugendmannschaften. Im November 2021 wurde er von Trainer Héctor Rodríguez Peña erstmals in den Kader der Profimannschaft berufen. Dort debütierte er am 10. November 2021 beim 2:0-Sieg gegen den Uruguay Montevideo FC in der zweitklassigen Segunda División. In der Liga beendeten sie die Saison als Tabellenvierte, konnten jedoch durch Siege gegen CA Cerro und Racing Club de Montevideo in den Playoffs in die erstklassige Primera División aufsteigen. Dort debütierte er direkt am 1. Spieltag der Saison 2022 bei der 0:3-Niederlage gegen den Liverpool FC Montevideo. Während Matturro in der Apertura der Saison noch von Verletzungen ausgebremst worden war, etablierte er sich in der Clausura als Stammspieler. Am 2. Oktober 2022 konnte er beim 2:0-Sieg gegen den Albion FC sein erstes Tor in der Liga erzielen. Im November stand er in der Startformation seiner Mannschaft im Finale der Copa Uruguay, dem Pokalwettbewerb des Landes. Sein Team konnte sich mit 1:0 gegen La Luz durchsetzen und somit den Pokalwettbewerb gewinnen.
Im Januar 2023 wechselte Matturro zum CFC Genua in die Italienische Serie B. Dort debütierte er am 21. Januar 2023 beim 2:1-Sieg gegen Benevento Calcio, bei dem er in der 79. Spielminute für Alessandro Vogliacco eingewechselt wurde. In der restlichen Rückrunde der Saison 2022/23 stand er zwar fast immer im Kader der Mannschaft, kam aber lediglich zu einem weiteren Kurzeinsatz. Am Ende der Saison konnte er mit seiner Mannschaft als Tabellenzweiter in die Serie A aufsteigen.
Im Juli 2025 verlieh Genua Matturro für ein Jahr an den Primera-División-Aufsteiger UD Levante.

### In der Nationalmannschaft
Im Jahr 2019 nahm Matturro an der U-15-Südamerikameisterschaft teil. 2022 wurde er erstmals in den Kader für die U-20-Nationalmannschaft nominiert. Im Mai 2023 wurde er in den finalen Kader seiner Mannschaft für die anstehende U-20-Weltmeisterschaft in Argentinien berufen. Dort war er Stammspieler als Linksverteidiger und konnte direkt im ersten Gruppenspiel, einem 4:0-Sieg gegen den Irak, sein erstes Tor erzielen. Bei dem Turnier war er mit seiner Mannschaft sehr erfolgreich und wurde mit einem 1:0-Sieg im Finale gegen Italien U-20-Weltmeister. Nach dem Turnier erhielt Matturo den Silbernen Ball als zweitbester Spieler des Turniers hinter dem Italiener Cesare Casadei.

## Erfolge und Auszeichnungen
Defensor Sporting
- Copa Uruguay: 2022

Uruguay U20
- U-20-Fußball-Weltmeister: 2023

Individuell
- Silberner Ball bei der U-20-Weltmeisterschaft 2023